# Gilbert Bluff
Das Gilbert Bluff ist ein Felsenkliff mit steilen Abhängen an der Nord- und Ostseite an der Hobbs-Küste des westantarktischen Marie-Byrd-Lands. Es ragt südlich des Garfield-Gletschers nahe dem Nordrand der Erickson Bluffs in den McDonald Heights auf.
Der United States Geological Survey kartierte sie anhand eigener Vermessungen und Luftaufnahmen der United States Navy zwischen 1959 und 1965. Das Advisory Committee on Antarctic Names benannte das Kliff 1974 nach dem US-amerikanischen Biologen James R. Gilbert (1929–2013), der an Bord der USCGC Southwind zu der Mannschaft gehört hatte, die in den Jahren 1971 und 1972 Populationsstudien von Robben, Walen und Vögeln im Gebiet der Bellingshausen- und der Amundsen-See durchgeführt hatte.